# Moechotypa
Moechotypa is een kevergeslacht uit de familie van de boktorren (Cerambycidae). De wetenschappelijke naam van het geslacht werd voor het eerst geldig gepubliceerd in 1864 door Thomson.

## Soorten
Moechotypa omvat de volgende soorten:
- Moechotypa adusta Pascoe, 1869
- Moechotypa alboannulata Pic, 1934
- Moechotypa angustifrons Breuning, 1974
- Moechotypa asiatica (Pic, 1903)
- Moechotypa assamensis Breuning, 1936
- Moechotypa attenuata Pic, 1934
- Moechotypa ceylonica Breuning, 1938
- Moechotypa coomani Pic, 1934
- Moechotypa dalatensis Breuning, 1968
- Moechotypa delicatula (White, 1858)
- Moechotypa diphysis (Pascoe, 1871)
- Moechotypa formosana (Pic, 1917)
- Moechotypa javana Schwarzer, 1929
- Moechotypa jeanvoinei Pic, 1934
- Moechotypa marmorea Pascoe, 1864
- Moechotypa nigricollis Wang & Chiang, 2000
- Moechotypa paraformosana Breuning, 1979
- Moechotypa penangensis Breuning, 1973
- Moechotypa semenovi Heyrovský, 1934
- Moechotypa strandi Breuning, 1936
- Moechotypa suffusa (Pascoe, 1862)
- Moechotypa thoracica (White, 1858)
- Moechotypa trifasciculata Breuning, 1936
- Moechotypa tuberculicollis Wang & Chiang, 2000
- Moechotypa umbrosa Lacordaire, 1872
- Moechotypa uniformis (Pic, 1922)